# Luxurious
«Luxurious» es una canción interpretada por la cantante estadounidense Gwen Stefani con la participación de Slim Thug, incluida en su primer álbum de estudio, Love. Angel. Music. Baby. (2004). La compañía Interscope Records la publicó como el quinto sencillo del disco el 2 de octubre de 2005. Fue compuesta por la cantante y Tony Kanal y la producción quedó a cargo de este último junto con Nellee Hooper; el tema además contiene samples de «Between the Sheets» (1983) de la banda estadounidense The Isley Brothers.
«Luxurious» es una canción de géneros R&B y hip hop, que hace uso de teclados y riffs de sintetizadores. La letra hace referencia al dinero, los lujos y la riqueza, aunque describe el deseo de una persona de ser rica en el amor, al tiempo que compara a su amante con los lujos. Asimismo, incorpora palabras habladas en francés por el entonces esposo de Stefani, Gavin Rossdale.
En términos generales, obtuvo reseñas variadas de los críticos, quienes encontraron a la pista menos llamativa que sus otros sencillos. Desde el punto de vista comercial, solo alcanzó los diez primeros puestos en las listas de Bélgica y Finlandia. Para su promoción, se filmó un videoclip dirigido por Sophie Muller y que contó con la participación de Slim Thug y las bailarinas Harajuku Girls. Stefani interpretó el tema en las giras Harajuku Lovers (2005) y The Sweet Escape (2007).

## Antecedentes
Stefani tuvo un colapso emocional de dificultades colaborando con muchos otros artistas y compositores, por lo que el bajista de la banda No Doubt, Tony Kanal, la invitó a su casa. Al respecto, la cantante sostuvo: «Acabo de tener un colapso. Estaba como, "tengo que parar ahora, no tengo nada que escribir, ya no puedo hacerlo". Así que salí del estudio y fui a casa de Tony, porque estaba como "¡ven, vamos a salir!"». En ese entonces, Kanal estaba trabajando en una pista, que posteriormente se convirtió en «Crash», el sexto sencillo de Love. Angel. Music. Baby. Sin embargo, ambos eran incapaces de escribir algo después de eso, pues tenían diferentes ideas de cómo debía sonar la música. Stefani comentó que «era frustrante y embarazoso sentarse allí y creo que podíamos escribir canciones». Seis meses después, regresaron a trabajar y surgió con los inicios de una canción mientras trabajaban en el dormitorio de Kanal. Los dos experimentaron con combinaciones de diversas melodías y la incorporación de lo que Stefani describió como «una sección como de rap muy rápido». Esta fue la última canción que Stefani y Kanal compusieron juntos para el disco.
Luego de que Stefani y Kanal finalizaran de componer «Luxurious», visitaron al productor Nellee Hooper, quien sugirió incluir un sample de «Between the Sheets» (1983) de la banda estadounidense The Isley Brothers. La canción ya había sido sampleada en otras, como «Funkdafied» (1994) de Da Brat, «Big Poppa» (1995) de The Notorious B.I.G., «One of Those Days» (2002) de Whitney Houston y «Summer wit Miami» (2005) de Jim Jones. Stefani se mostró reacia a utilizar el sample, porque significaría perder algunos de los derechos de publicación de la canción. Sin embargo, decidió utilizarlo porque «sonaba tan increíble y destinado a ser que terminamos haciéndolo». La compañía Interscope Records lo publicó el 2 de octubre de 2005 como el quinto sencillo del disco.

## Composición
«Luxurious» es una canción perteneciente a los géneros R&B y hip hop, que hace uso de teclados electrónicos y sintetizadores; además, cuenta con riffs de sintetizadores agudos «que recuerdan a los '80». Está compuesta en un compás de tiempo común, en la tonalidad de la menor; sigue una progresión armónica descendente de i-vii-VI-V. La letra hace referencia al dinero, los lujos y la riqueza, cuando se ve reflejado en las líneas I only want to fly first class desires (you're my limousine) / We're luxurious like Egyptian cotton / If I was a wealthy girl / I'd get me four Harajuku girls to inspire me / Now we get to lay back —«Solo quiero los deseos de volar en primera clase (eres mi limusina)/ Somos lujosos como el algodón egipcio / Si fui una niña rica, me conseguiría cuatro chicas Harajuku para inspirarme / Ahora tenemos que devolverlo»—. Al respecto, un crítico se refirió a ella como «un mundo de algodón egipcio, cachemiras, tuberosa y, por supuesto, diamantes». Sin embargo, en palabras de Stefani, declaró que «realmente trata más de una relación amorosa. Si realmente escuchas la letra, no tiene nada que ver con el dinero o el lujo. Tiene que ver con el amor, siendo rico en el amor. Solo quería pensar en una manera inteligente para expresar cómo tienes que trabajar muy duro para las recompensas de eso». La única versión de la canción contiene un verso adicional del rapero Slim Thug para el lanzamiento a las radios urbanas y los clubes.
La canción comienza con una palabra hablada en francés del esposo de Stefani, Gavin Rossdale; luego inicia la primera estrofa. La letra describe a Stefani hablando de «viajar en primera clase» y «viviendo como una reina»; además, cuenta sobre estar enamorada lujosamente y llama a su amante Limusina y tesoro escondido. La cantante habla sobre la creciente pasión entre ella y su pareja, y dice Our passion it just multiplies —«nuestra pasión simplemente se multiplica»— y got it in the fifth gear, baby —«lo puse en la quinta marcha, cariño»—. En el estribillo, la letra menciona que el amor es caro, y ambos tienen que trabajar duro día y noche para estar ricos en el amor, y, luego de realizar el trabajo duro y recostarse juntos, consiguen la paga. En el puente, el tema se hace más lento y Stefani repite Cha-ching, cha-ching cuatro veces, alternada con líneas hablando sobre «conectarse con el amor» y «amor hidropónico». La canción finaliza con Gavin Rossdale hablando más líneas en francés.

## Recepción crítica
En términos generales, «Luxurious» recibió reseñas variadas de los críticos musicales; Bill Lamb de About.com otorgó a la canción tres estrellas y media, y comentó que «si Madonna está deseando pasar en su título de "Chica Material", Gwen Stefani está feliz de llevarlo con orgullo», pero señaló que «las cosas se están agotando un poco, y esta canción no tiene el impacto llamativo de "Rich Girl" o "Hollaback Girl"». Jason Shawhan, de la misma publicación, indicó que Gwen dirige un diálogo a través de las décadas con «Between the Sheets» de The Isley Brothers y «Big Poppa» de The Notorious B.I.G., «pero siempre manteniendo la mente y el botín centrada en la pista a mano». Alex Lai de Contactmusic.com llamó a la interpretación de Stefani «tan seductora como siempre, y la producción extremadamente pulida, pero carece de la contagiosidad de sus otros lanzamientos»; encontró a la remezcla de Slim Thug innecesaria y describió al lanzamiento del sencillo «un ejercicio de fuente de ingresos». Por su parte, Ryou-Neko de Sputnikmusic, en su reseña a Love. Angel. Music. Baby., le otorgó la mejor calificación, cinco estrellas de cinco; elogió la voz de Stefani, al comentar que «una de las canciones en el álbum vocalmente más íntimas, cuenta con una mejor actuación vocal de Gwen». Billboard llamó al tema «milenario», Richard Smirke de Playlouder lo describió como «una balada R&B empalagosa [y] dulce», y Mike Usinger de The Georgia Straight como «elegante y hábil». Por su parte, Sal Cinquemani de Slant Magazine calificó a la letra «sorprendentemente intensa».
Sam Shepherd de musicOMH dijo que «"Luxurious" no es una mala canción, pero es bastante común en comparación con las que la han precedido». Laura Heaps de MyVillage, quien calificó al tema con tres estrellas de cinco, también acordó, y afirmó que el sencillo «no destaca» y que Stefani «no hace hip hop tan bien cuando hace pop extravagante». Por el contrario, Jason Damas de PopMatters encontró la pista poco interesante, y mencionó que la aparición de Rossdale «suena como un bling de Saint Etienne». Por su parte, Nick Sylvester de Pitchfork Media disintió; se refirió a la canción como un «caso R&B [de los] '90 de Nellee Hooper monótono» y una «compra zombi —LAMB— de ropa mantra». Kelefa Sanneh de The New York Times criticó el sample de «Between the Sheets», pues aclaró que «Luxurious» «intenta y no logra exprimir la nueva vida de un sample de los Isley Brothers gastado». En un tono más crítico, David Machado de Yahoo! citó que «es en cierto modo poco original. Un poco redundante cuando habla una vez más sobre el dinero y cómo no es nada como el amor de su "nene"». Concluyó que era la única canción que no le gustaba.

### Reconocimientos
A pesar de haber contado con reseñas tanto positivas como negativas, «Luxurious» figuró en varias listas de lo mejor del año 2005. De este modo, Bill Lamb de About.com la incluyó en la posición 68 de las «100 mejoras canciones pop del 2005», mientras que la estación de radio neoyorquina WHTZ, en el número 63. Del mismo modo, en el conteo de los «100 mejores éxitos del 2005», la canción se ubicó en el lugar 44 de Wedding Central Australia, y, en Severing.nu, la colocaron en la lista de lo mejor del mismo año, junto con «Hollaback Girl» y «Cool». Por otro lado, la autora Malama de Yahoo! creó la lista de las «10 mejores canciones de Gwen Stefani»; allí se incluyó a «Luxurious» y sostuvo que sigue siendo un ejemplo del estilo y las habilidades de composición únicas de Stefani. Por último, Brendan Frederick, junto a otros periodistas de la revista Complex, elaboró la lista de las «Mejores canciones R&B por cantantes blancos en la década del 2000», donde colocó a «Luxurious» en el puesto 15, y señaló que «Gwen ha coqueteado con el género por tan largo [tiempo] y lo fusionó con tantos otros géneros en su debut, que escucharla [...] en "Luxurious" fue un alivio».

## Recepción comercial
Comercialmente, «Luxurious» obtuvo una recepción baja en el mundo. En los Estados Unidos, el sencillo debutó en el puesto número ochenta en la lista Billboard Hot 100, el 5 de noviembre de 2005. Su recibimiento fue aumentando, y logró alcanzar la posición veintiuno cinco semanas después. En las demás listas de Billboard, ocupó los números Pop Songs, Pop 100, Pop 100 Airplay, Radio Songs, Digital Songs, Hot R&B/Hip-Hop Airplay, Hot R&B/Hip-Hop Songs y Adult Top 40.
Por otro lado, en el continente europeo, la recepción comercial de la canción fue baja; en Finlandia, debutó y alcanzó la segunda posición, en la primera semana del 2006, mientras que en las regiones de Flamenca y Valonia de Bélgica, llegaron al seis y ocho, en las listas de Ultratip 100 y Ultratip 50, respectivamente. En los demás mercados, solo llegó al top cuarenta en Irlanda, los Países Bajos y Suiza; en el Reino Unido, se posicionó en el cuarenta y cuatro, y en Alemania y Austria, quedó en el sesenta y cinco y sesenta y seis, respectivamente. Por su parte, en Australia, «Luxurious» entró por primera vez en el lugar veintiséis, el 18 de diciembre de 2005, y tras cuatro semanas, llegó a la posición más alta, en el número veinticinco. Por último, en Nueva Zelanda, también debutó en esta última posición, el 19 de diciembre del mismo año; un mes después, alcanzó el puesto diecisiete.

## Promoción

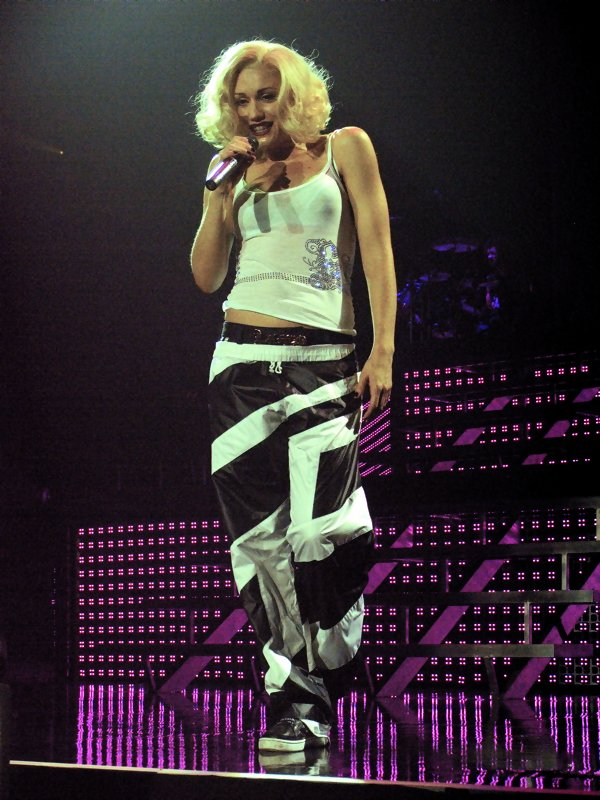
Stefani interpretando «Luxurious» en la gira Harajuku Lovers Tour (2005).

### Vídeo musical
El vídeo musical que acompañó a la canción fue dirigido por Sophie Muller, quien ya había trabajado con la artista anteriormente en «Cool», y luego lo haría en «Crash», «Wind It Up», «4 in the Morning» e «Early Winter». En el vídeo, Stefani interpreta una chola en la escuela secundaria. Luego, la cantante, acompañada de las bailarinas Harajuku Girls, recibe una manicura en un salón de belleza, peina su cabello y se aplica cosméticos delante de un espejo. Asimismo, presume de joyas de oro con su nombre grabado en ella. Durante su rap, Slim Thug aparece en secuencias con Stefani o dos de las bailarinas. El vídeo concluye con Stefani uniéndose a sus amigos en una fiesta, donde celebran con bailarines de breakdance y una parrillada. En otras escenas, es alternado con secuencias de Stefani rompiendo piñatas y en un suelo cubierto de caramelos, en un estilo que se asemeja a la pintora mexicana Frida Kahlo. Stefani contactó a Muller para que dirigiese el vídeo, sin embargo, no entendía la visión de la cantante para este, por lo que se involucró en el desarrollo de las ideas para el clip. La artista generalmente desarrolla los conceptos de los vídeos al escribir la canción, pero, puesto que no esperaba que «Luxurious» fuese publicado como sencillo, no le había dado mucho importancia a un videoclip para la canción. La imagen que tenía de su personaje era una chica de la escuela secundaria llamada Mercedes, quien la describió como «muy estimulante». Al respecto, indicó:

«Es total[mente] como una chica chola, rostro blanco, y solía sentarse en clase y ponerse toneladas de maquillaje. Y yo solía mirarla, hipnotizada. Solo se pondría este forro oscuro y este lápiz labial rojo y tendría este imperdible y podría estar recogiendo sus pestañas aparte. No hubiera sacado ese rímel durante meses».

En cuanto a su recepción, el clip tuvo una respuesta mediocre en los programas de vídeos musicales; de este modo, en Total Request Live, de MTV, se estrenó el 25 de octubre de 2005 en la décima posición. Alcanzó el número siete la semana siguiente y dejó el conteo después de solo cinco días. Por otro lado, Ryou-Neko de Sputnikmusic, mientras reseña el disco, predijo que «una de las cosas que probablemente costará una lujosa cantidad de dinero es el vídeo para esta canción». El clip apareció en un episodio de Video on Trial, de MuchMusic, donde los críticos lo encontraron como un intento superficial al mercado de diversas razas.

### Presentaciones en directo
Stefani interpretó «Luxurious» en las giras Harajuku Lovers Tour (2005) y The Sweet Escape Tour (2007). En la primera, era la quinta canción del repertorio; luego de un interludio tras la interpretación de «Crash», Stefani apareció en un pantalón blanco con rayas negras y una camiseta de tirantes, en un estilo «gangsta». En el concierto del 9 de diciembre de 2005 en Toronto, Canadá, Jane Stevenson de Canoe.ca describió la presentación como «[un] número pobre de R&B». Posteriormente, la presentación figuró en el DVD de la gira, Harajuku Lovers Live, publicado el 5 de diciembre de 2006 y grabado en Anaheim, California. Por último, en la segunda gira, también era el quinto tema de la lista de canciones. Joan Anderman de Boston.com comentó que «no [una] improvisación lenta como "Luxurious", sus malas notas eran de ella, parte de una personalidad real en lugar de una estrella del pop normal».

## Lista de canciones y formatos
| Sencillo en CD publicado en Canadá y Europa |                                      |          |  |
| N.º                                         | Título                               | Duración |  |
| 1.                                          | «Luxurious» (versión del álbum)      | 4:24     |  |
| 2.                                          | «Luxurious» (remezcla con Slim Thug) | 4:04     |  |

| Sencillo en CD publicado en el Reino Unido |                                      |          |  |
| N.º                                        | Título                               | Duración |  |
| 1.                                         | «Luxurious» (remezcla con Slim Thug) | 4:08     |  |
| 2.                                         | «Luxurious» (versión del álbum)      | 4:27     |  |

| Sencillo en CD publicado en Australia |                                      |          |  |
| N.º                                   | Título                               | Duración |  |
| 1.                                    | «Luxurious» (versión del álbum)      | 4:27     |  |
| 2.                                    | «Luxurious» (remezcla con Slim Thug) | 4:08     |  |
| 3.                                    | «Cool» (Richard X Remix)             | 6:38     |  |
| 4.                                    | «Luxurious» (vídeo musical)          | 4:04     |  |

| Maxisencillo publicado en Alemania |                                      |          |  |
| N.º                                | Título                               | Duración |  |
| 1.                                 | «Luxurious» (versión del álbum)      | 4:27     |  |
| 2.                                 | «Luxurious» (remezcla con Slim Thug) | 4:08     |  |
| 3.                                 | «Cool» (Richard X Remix)             | 6:38     |  |
| 4.                                 | «Luxurious» (vídeo musical)          | 4:04     |  |

| Vinilo de 12" publicado en los Estados Unidos |                                      |          |  |
| N.º                                           | Título                               | Duración |  |
| 1.                                            | «Luxurious» (remezcla con Slim Thug) | 4:22     |  |
| 2.                                            | «Luxurious» (versión del álbum)      | 4:24     |  |
| 3.                                            | «Luxurious» (a capela)               | 3:42     |  |
| 4.                                            | «Luxurious» (instrumental)           | 4:37     |  |

| Vinilo de 12" promocional publicado en el Reino Unido |                                      |          |  |
| N.º                                                   | Título                               | Duración |  |
| 1.                                                    | «Luxurious» (remezcla con Slim Thug) | 4:08     |  |
| 2.                                                    | «Luxurious» (versión del álbum)      | 4:24     |  |

## Posicionamiento en listas
| País (Lista 2005—06)                     | Mejor posición |
| ---------------------------------------- | -------------- |
| Alemania                                 | 65             |
| Australia                                | 25             |
| Austria                                  | 66             |
| Bélgica Flandes (Ultratip 100)           | 6              |
| Bélgica Valonia (Ultratip 50)            | 8              |
| Estados Unidos (Adult Top 40)            | 37             |
| Estados Unidos (Billboard Hot 100)       | 21             |
| Estados Unidos (Digital Songs)           | 22             |
| Estados Unidos (Hot R&B/Hip-Hop Airplay) | 31             |
| Estados Unidos (Hot R&B/Hip-Hop Songs)   | 33             |
| Estados Unidos (Pop 100)                 | 13             |
| Estados Unidos (Pop 100 Airplay)         | 11             |
| Estados Unidos (Pop Songs)               | 10             |
| Estados Unidos (Radio Songs)             | 21             |
| Finlandia                                | 2              |
| Irlanda                                  | 34             |
| Nueva Zelanda                            | 17             |
| Países Bajos                             | 31             |
| Reino Unido                              | 44             |
| Suiza                                    | 39             |

## Certificaciones
| País           | Organismo certificador | Certificación | Unidades certificadas / Ventas |
| -------------- | ---------------------- | ------------- | ------------------------------ |
| Estados Unidos | RIAA                   | Platino       | 1 000                          |
| Nueva Zelanda  | RIANZ                  | Oro           | 15 000                         |

## Créditos y personal
- Voz: Gwen Stefani y Slim Thug.
- Composición: Gwen Stefani, Tony Kanal, Ronald Isley, O'Kelly Isley, Jr., Rudolph Isley, Ernie Isley, Marvin Isley y Chris Jasper.
- Producción: Nellee Hooper y Tony Kanal.
- Mezcla: Mark «Spike» Stent (The Mix Suite, Olympic Studios, Londres, Inglaterra, Reino Unido).
- Masterización: Brian «Big Bass» Gardner.
- Ingeniería: Rob Haggett.
- Asistencia de ingeniería: David Treahearn, Ian Rossiter y Kevin Mills.
- Programación: Aiden Love, Chipz, Jason Lader, Simon Gogerly y Tony Kanal.
- Programación de mezcla: Lee Groves
- Teclados: Tony Kanal y Sheldon Conrich.
- Sintetizadores: Tony Kanal.
- Grabación: Colin «Dog» Mitchell, Greg Collins y Simon Gogerly (Kingsbury Studios, Los Ángeles, California, Estados Unidos; Home Recordings, Londres, Inglaterra, Reino Unido; Henson Recording Studios, Hollywood, Los Ángeles, California, Estados Unidos)

Fuentes: notas de Love. Angel. Music. Baby. y Discogs.